# Матіжев Олег Вікторович
Матіжев Олег Вікторович (6 липня 1964; Ковель, Волинська область, УРСР — 9 січня 2005; Ес-Сувейра, Ірак) — український військовик, миротворець, учасник війни в Афганістані та миротворчої місії України в Іраку, командир 72 ОМБ.

## Біографія
Народився 6 липня 1964 року на Волині.
Закінчив Хмельницьке вище артилерійське командне училище. Брав участь у війні в Афганістані. Підрозділ капітана Матіжева забезпечував прикриття радянських військ під час їх виводу. За знешкодження у міжгір'ї чималого угруповання моджахедів був нагороджений орденом Червоної Зірки та іншими відзнаками СРСР та Афганістану.
Потім проходив службу в Житомирі та Чернігові. Згодом закінчив академію Генштабу Збройних сил України і через два роки був призначений начальником 72 окремого механізованого батальйону 7-ї окремої механізованої бригади, яка дислокувалася у місті Болград. У складі цього батальйону у 2005 році брав участь в українській миротворчій місії в Іраку. Надія Савченко, у своїй книжціі «Сильне ім'я Надія», описала, що її поїздку на місію в Ірак врятував Олег Матіжев, який наполіг на її участі у місії.
9 січня 2005 року неподалік міста Ес-Сувейра сили іракської поліції провели операцію з викриття схованки та вилучення великої кількості боєприпасів. Для їх знешкодження було викликано окремий спеціальний саперний загін Республіки Казахстан. Для забезпечення роботи казахських саперів та надання їм необхідної допомоги на місце виїхала група українських миротворців зі складу 72-го окремого механізованого батальйону. Боєприпаси, серед яких було 35 авіаційних бомб, були перевезені на трьох машинах на спеціально визначене місце для знешкодження. Згодом пролунав потужний вибух, в результаті якого загинуло 7 українських військовослужбовців, у тому числі підполковник Олег Матіжев. Вибух був спланований та введений в дію стороннім електронним пристроєм.
Цинкову труну з останками підполковника Олега Матіжева доставили з Іраку спочатку на військову авіабазу в Німеччині, а потім — в Україну. Сім'я загиблого миротворця отримала грошову компенсацію в розмірі $105 тисяч.
Похований у Хмельницькому.

### Вшанування пам'яті
25 лютого 2005 року в таборі «Зулу», де дислокується 72 ОМБ було урочисто відкрито пам'ятник українським військовослужбовцям, які загинули під час виконання завдань з підтримання миру і стабільности в Іраку.
10 січня 2006 року у місті Житомир було відкрито пам'ятник українським миротворцям, які загинули неподалік іракського міста Ес-Сувейра під час виконання миротворчої місії в Республіці Ірак. Серед імен на пам'ятнику значиться і Олег Матіжев.
У 2016 році у Ковелі, у зв'язку із декомуназацією, вулицю Суворова перейменували на вулицю Олега Матіжева.

## Особисте життя
Був одружений. Виховував двох синів.

## Нагороди
- орден Червоної Зірки[3];
- медаль «За відвагу»[3];
- медаль «За бойові заслуги»[11];
- медаль «Воїну-інтернаціоналісту від вдячного афганського народу»[12];
- медаль Жукова[12];
- орден «За мужність» І ступеня (посмертно; 12 січня 2005) — за мужність і відвагу, виявлені при виконанні миротворчих завдань у Республіці Ірак[13];
- «Почесний громадянин міста Ковеля» (посмертно; 29 липня 2021) — за особисту мужність, внесок у підтримання миру і стабільності в країнах, де велись воєнні дії[14].